# Cibola (Arizona)
Cibola é uma Região censo-designada localizada no estado americano de Arizona, no Condado de La Paz.

## Demografia
Segundo o censo americano de 2000, a sua população era de 172 habitantes.

## Geografia
De acordo com o United States Census Bureau tem uma área de
46,7 km², dos quais 46,7 km² cobertos por terra e 0,0 km² cobertos por água. Cibola localiza-se a aproximadamente 74 m acima do nível do mar.

## Localidades na vizinhança
O diagrama seguinte representa as localidades num raio de 56 km ao redor de Cibola.